# Маркиан Гераклейский
Маркиа́н (др.-греч. Μαρκιανός, лат. Marcianus) — географ из Гераклеи в Вифинии, живший около 410 года.
Пользуясь наилучшими источниками, начиная от Ганнона и Скилака до Птолемея, он составил «Перипл внешнего моря» (περίπλους τῆς ἔξω θαλάσσης) в двух книгах, с точным обозначением расстояния по стадиям. Другое его сочинение, содержавшее описание берегов Средиземного моря и составлявшее извлечение из сочинения Артемидора, — «Эпитома Артемидора» — потеряно, за исключением некоторых отрывков. Дошедший до нас отрывок, ранее считавшийся извлечением из Артемидора, теперь гораздо вернее считается извлечением Маркиана из «Перипла» Мениппа, — отрывком «Эпитомы Мениппа». Сохранившиеся отрывки важны для древней географии, особенно вследствие определения расстояний по стадиям, и свидетельствуют о прилежании и вкусе составителя. Один из основных источников «Перипла Понта Эвксинского» Псевдо-Арриана.